# Dealu Frumos, Argeș
Dealu Frumos este un sat în comuna Stâlpeni din județul Argeș, Muntenia, România.